# Казімеркув
Казімеркув (пол. Kazimierków) — село в Польщі, у гміні Варка Груєцького повіту Мазовецького воєводства.
Населення — 97 осіб (2011).
У 1975-1998 роках село належало до Радомського воєводства.

## Демографія
Демографічна структура станом на 31 березня 2011 року:
|          | Загалом | Допрацездатний вік | Працездатний вік | Постпрацездатний вік |
| -------- | ------- | ------------------ | ---------------- | -------------------- |
| Чоловіки | 55      | 10                 | 40               | 5                    |
| Жінки    | 42      | 7                  | 25               | 10                   |
| Разом    | 97      | 17                 | 65               | 15                   |